# Lujza Hipolita od Monaka
Lujza Hipolita od Monaka, punim imenom Lujza Hipolita Grimaldi (Monako, 10. studenog 1697. – Monako, 29. prosinca 1731.), monegaška kneginja tijekom 1731. godine i jedna od samo dvije žene koje su vladale Kneževinom Monako. Bila je zadnji direktni izdanak dinastije Grimaldi.
Rodila se u kneževskoj palači u Monaku, kao jedna od šestero kćeri i najstarija koja je preživjela rano djetinjstvo. Budući da njen otac, knez Antonio I. († 1731.) nije imao sinova, ona je postala prijestolonasljednica. Otac je odlučio, uz pristanak francuskog kralja Luja XIV. (1643. – 1715.) da će njen budući suprug uzeti prezime Grimaldi i vladati zajedno s njom kneževinom Monako.
Dana 20. listopada 1715. godine, udala se za francuskog plemića Jacquesa de Goyon-Matignona, koji je uoči vjenčanja uzeo prezime Grimaldi, kako bi se nastavila ista loza preko ženske linije. Lujza Hipolita i njen suprug Jacques imali su devetero djece:
- Antoine Charles Marie (1717. – 1718.), markiz Bauxa i grof Matignona
- Charlotte Thérèse Nathalie (1719. – 1790.), časna sestra u samostanu u Parizu
- Honorije Camille Léonor (1720. – 1795.), knez Monaka
- Charles Marie Auguste (1722. – 1749.), grof Carladésa i Matignona
- Jacques (1723.)
- Louise Françoise (1724. – 1729.), dama Bauxa
- François Charles (1726. – 1743.), grof Thorignyja
- Charles Maurice (1727. – 1798.), grof Valentinoisa
- Marie Françoise Thérése (1728. – 1743.), dama d'Estouteville

Lujzin suprug Jacques nije boravio u Monaku, već najčešće u Versaillesu, gdje je bio okružen ljubavnicama. Nakon očeve smrti 1731. godine, Lujza Hipolita je preuzela prijestolje, ali je umrla već krajem iste godine od boginja. Poslije njene smrti, novi knez Monaka, postao je njen suprug Jacques, pod vladarskim imenom Jakov I. od Monaka. Kako je zanemarivao vladarske dužnosti u Monaku, bio je prisiljen abdicirati već 1733. godine u korist svoga sina i nasljednika Honorija III.

## Vanjske poveznice
- Lujza Hipolita, kneginja Monaka – historyofroyalwomen.com (engl.)

| Prethodnik:                | Kneginja Monaka (1731.) | Nasljednik:              |
| Antonio I. (1701. – 1731.) | Kneginja Monaka (1731.) | Jakov I. (1731. – 1733.) |